# WiL Francis
 (août 2017).
Si vous disposez d'ouvrages ou d'articles de référence ou si vous connaissez des sites web de qualité traitant du thème abordé ici, merci de compléter l'article en donnant les références utiles à sa vérifiabilité et en les liant à la section « Notes et références ».
William Roy Wil Francis (né le 8 janvier 1982 à Seattle, Washington) est le frontman du groupe Aiden, et aussi de son deuxième groupe, William Control. Il est aussi le producteur pour le groupe A Midnight Tragedy.
En 2003,  quand le groupe Aiden est formé, Francis en est le bassiste, mais après le départ du frontman, il prend sa place. Francis a depuis sorti deux EP, sept albums (deux avec William Control) et deux livres de poésie Flowers and Filth et Prose and Poems.
William Roy Wil a été accusé par de nombreuses femmes de les avoir torturé sexuellement et psychologiquement, tout en faisant des cultes sataniques et en les obligeant de signer des contrats de soumission avec leurs propres sangs. 

## Discographie

### Aiden
- 2004 : Our Gang's Dark Oath
- 2004 : A Split of Nightmares (split avec Stalin's War)
- 2005 : Nightmare Anatomy
- 2006 : Rain in Hell (EP)
- 2007 : Conviction
- 2009 : Knives
- 2010 : From Hell...With Love
- 2011 : Some kind of Hate
- 2011 : Disguises
- 2015 :Aiden

### William Control
- Hate Culture (28 octobre 2008)
- Noir (8 juin 2010)
- Novus Ordo Seclorum (5 décembre 2011)
- Silentium Amoris (2012)

Francis a aussi écrit Deathclub, une chanson figurant sur la bande originale  de Underworld 3 : Le Soulèvement des Lycans.

### Collaborations
En tant qu’invité
- To Feel the Rain par On the Last Day, sur Wars Like Whispers (2005)
- Bleeds No More (live) par Silverstein, sur leur compilation 18 Candles: The Early Years (2006)
- Box Full of Sharp Objects (live) par The Used (2007)
- Bleeding Rain par Vampires Everywhere!, sur l’album  [Kiss the Sun Goodbye (2011)

## New ReligionparBlack Veil Brides, de l’albumSet the World on Fire(2011)
Production
- Il produit le deuxième album de groupe de rock A Midnight Tragedy
- Il produit l’Ep Revenge pour le groupe Girl on Fire
- Il prouduit The Ghost et Through The Rain, deux EP pour To Paint the Sky.

## Livres
En juillet 2009, wiL Francis écrit Flowers and Filth, un livre de poésie/images avec Lisa Johnson (en).
Il sort un deuxième livre en novembre/décembre 2011 intitulé Prose & Poems, une collection de poèmes, proses et essais.